# Curt Courant

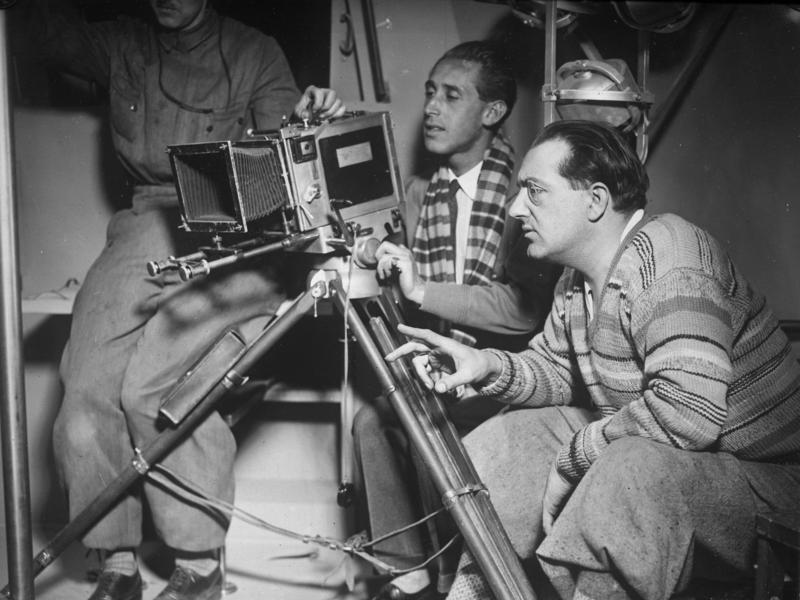
Fritz Lang mit Kameramann Curt Courant (Mitte) bei den Dreharbeiten zum Film Frau im Mond (1929)

Curt Courant (* 11. Mai 1899 in Kattowitz; † 20. April 1968 in Los Angeles) war ein deutsch-amerikanischer Kameramann, zu dessen Schaffen mehr als 100 deutsche und internationale Filme der Stummfilm- und frühen Tonfilmzeit zählen. Er ging 1933 mit der Machtübernahme der Nationalsozialisten ins Exil und arbeitete u. a. mit Regisseuren wie Fritz Lang, Alfred Hitchcock, Max Ophüls und Charlie Chaplin.

## Leben
Curt Courant begann seine berufliche Karriere als Kameramann 1917 bei der Filmproduktionsfirma von Joe May in Berlin. Ab Anfang der 1920er Jahre arbeitete Courant freiberuflich für verschiedene Produktionsfirmen und drehte Filme wie Das Mädchen von der Ackerstraße (1920), eine stimmungsvolle Sozialstudie unter der Regie von Reinhold Schünzel. 1920 verpflichtete ihn die Schauspielerin Asta Nielsen für ihre Hamlet Verfilmung, bei der er gemeinsam mit Axel Graatkjær hinter der Kamera stand. 1921 führte Courant zum einzigen Mal in seiner Karriere selbst Regie bei dem Spielfilm Kameraden.
In der Folgezeit wurde Courant zu einem der bedeutendsten Kameramänner des deutschen Films. 1924 reiste er nach Rom, um das spektakuläre Historienepos Quo Vadis? (1924) zu filmen. Der Film beeindruckte nicht nur durch seine Starbesetzung, sein Heer von Statisten und seine Zirkustiere, sondern auch durch seine frühen Experimente mit Breitwandformaten. 1927 unterschrieb Courant bei der Ufa und drehte in der Folge großspurige exotische Spektakel wie Geheimnisse des Orients (1927/28) und Der weiße Teufel (1929), aber auch Melodramen, darunter Kurt Bernhardts Die Frau, nach der man sich sehnt (1929) mit Marlene Dietrich und Fritz Kortner in den Hauptrollen. 1928/29 dreht er gemeinsam mit Otto Kanturek Fritz Langs Science-Fiction-Abenteuer Frau im Mond.
Nach der Machtergreifung der Nationalsozialisten 1933 verließ der jüdische Courant Deutschland und erwarb sich durch eine Anzahl britischer und französischer Filme einen internationalen Ruf.
In Großbritannien arbeitete er für Alfred Hitchcock an dem Thriller Der Mann, der zuviel wusste (1934), für Berthold Viertel an The Passing of the Third Floor Back (1935), einer faszinierenden Kombination aus dokumentarischem Realismus und spiritueller Allegorie, sowie an John Brahms Remake von D. W. Griffiths Broken Blossoms (1936).
In Frankreich filmte Courant einige der bedeutendsten französischen Filme des Jahrzehnts und arbeitete unter anderem mit Regisseuren wie Jean Renoir (La Bête Humaine, 1938), Marcel Carné (Der Tag bricht an, 1939) und Max Ophüls (Von Mayerling bis Sarajewo, 1939/40).
Nach dem Einmarsch der Wehrmacht und der Kapitulation Frankreichs 1940 floh Courant, wie viele andere deutschen Künstler und Intellektuelle, in die Vereinigten Staaten. Courant zog nach Los Angeles und hoffte seine Karriere im Filmgeschäft Hollywoods fortführen zu können. Mit Kriegseintritt der USA 1941 wurde er der Spezialeinheit Special Services Division unter Frank Capra zugeteilt. Courants Familie blieb in Deutschland. Seine Mutter, Nuscha Fanny Courant, wurde am 13. Mai 1942 im Vernichtungslager Kulmhof (Chełmno) umgebracht.
Trotz mehrfacher Beantragung verweigerte ihm die American Society of Cinematographers (ASC) die Mitgliedschaft, was ihn von Studioarbeiten in Hollywood ausschloss. Speziell in technischen Berufen waren die amerikanischen Gewerkschaften darauf bedacht, die Interessen ihrer Mitglieder zu schützen, weshalb emigrierte Kameraleute wie Courant oder Eugen Schüfftan kaum offiziell bei Filmproduktionen beschäftigt wurden. Courant versuchte vor Gericht seine Mitgliedschaft einzuklagen und verlor den Prozess 1950. Dennoch arbeitete er 1947 als Co-Kameramann für Charles Chaplin an dessen Verfilmung von Monsieur Verdoux – Der Frauenmörder von Paris. 1961 stand der ein letztens Mal für den Jayne-Mansfield-Streifen Es geschah in Athen hinter der Kamera. In Ermangelung einer kontinuierlichen Filmarbeit begann Courant als Dozent an der UCLA zu unterrichten. Er starb am 20. April 1968 in Los Angeles.
Curt Courant war verwandt mit dem belgischen Kameramann Willy Kurant. 

## Filmografie (Auswahl)

### Stummfilme
- 1917: Ein Lichtstrahl im Dunkel
- 1917: Der schwarze Chauffeur
- 1917: Giovannis Rache
- 1917: Das Klima am Vaucourt
- 1917: Hilde Warren und der Tod
- 1917: Der Onyxknopf
- 1917: Krähen fliegen um den Turm
- 1918: Die Kaukasierin
- 1918: Das Opfer
- 1918: Sein bester Freund
- 1918: Wogen des Schicksals
- 1919: Allerseelen
- 1919: Artistentreue
- 1919: Die Braut des Entmündigten
- 1919: Die Fee von Saint Ménard
- 1919: Das Gebot der Liebe
- 1919: Das Herz des Casanova
- 1919: Der letzte Sonnensohn
- 1919: Eines Mannes Wort
- 1919: Schwarze Perlen
- 1919: Staatsanwalt Jordan
- 1919: Stürme – Ein Mädchenschicksal
- 1919: Die verwunschene Prinzessin
- 1919: Der Weltmeister
- 1919: Nur ein Diener
- 1919: Die goldene Lüge
- 1919: Irrlicht
- 1919: Das törichte Herz
- 1919: Die Bodega von Los Cuerros
- 1920: Der König von Paris (2 Teile)
- 1920: Im Wirbel des Lebens
- 1920: Das Mädchen aus der Ackerstraße. 1. Teil
- 1920: Schloß Einöd
- 1920: Kämpfende Gewalten oder Welt ohne Krieg
- 1920: Verbotene Liebe
- 1920: Präsident Barrada
- 1921: Hamlet
- 1921: Das Mädel von Picadilly (2 Teile)
- 1921: Das Geheimnis der Santa Maria
- 1921: Der Silberkönig (4 Teile)
- 1921: Die Fremde aus der Elstergasse
- 1921: Alfred von Ingelheims Lebensdrama
- 1921: Die Gassenkönigin
- 1921: Ein Tag auf dem Mars
- 1922: Das Blut
- 1922: Das Geheimnis von Schloß Ronay
- 1922: Das hohe Lied der Liebe
- 1922: Der Pantoffelheld
- 1922: Tiefland
- 1923: Peter der Große
- 1923: Das Paradies im Schnee
- 1924: Quo Vadis?
- 1924: Zwei Kinder
- 1924: Komödianten des Lebens
- 1925: Liebesfeuer
- 1925: Die Insel der Träume
- 1925: Ich liebe Dich
- 1926: Die Flucht in die Nacht
- 1926: Gräfin Plättmamsell
- 1926: Die Welt will belogen sein
- 1926: Die Kleine vom Varieté
- 1926: Wehe, wenn sie losgelassen
- 1926: Die Fahrt ins Abenteuer
- 1926: Die Brüder Schellenberg
- 1927: Der Kampf des Donald Westhof
- 1927: Die Czardasfürstin
- 1927: Der fesche Erzherzog
- 1927: Familientag im Hause Prellstein
- 1928: Hurrah! Ich lebe!
- 1928: Geheimnisse des Orients
- 1928: Schuldig
- 1929: Frau im Mond
- 1929: Die Frau, nach der man sich sehnt
- 1929: Das brennende Herz
- 1929: Der weiße Teufel
- 1930: Der Hampelmann
- 1930: Die singende Stadt
- 1930: Der König von Paris
- 1930: Der weiße Teufel

### Tonfilme
- 1930: L’homme qui assassina
- 1931: Le chanteur inconnu
- 1931: Son altesse l’amour
- 1931: Wer nimmt die Liebe ernst?
- 1931: Meine Cousine aus Warschau
- 1931: Ma cousine de Varsovie
- 1931: Der Mann, der den Mord beging
- 1931: City of Song
- 1932: Coeur de lilas
- 1932: Rasputin
- 1932: Das Abenteuer der Thea Roland
- 1932: L’homme qui ne sait pas dire non
- 1932: Un peu d’amour
- 1932: Scampolo, ein Kind der Straße
- 1932: Die – oder keine
- 1932: Un fils d’Amérique
- 1932: Gitta entdeckt ihr Herz
- 1933: Sein großer Irrtum (Cette vieille canaille)
- 1933: Johannisnacht
- 1933: Ich will Dich Liebe lehren
- 1933: Perfect Understanding
- 1933: Ces messieurs de la santé
- 1933: Ciboulette
- 1934: The Iron Duke
- 1934: Ich heirate meine Frau
- 1934: Amok
- 1934: Der Mann, der zuviel wußte (The Man Who Knew Too Much)
- 1934: Le voleur
- 1935: Der höhere Befehl
- 1935: The Passing of the Third Floor Back
- 1935: Me and Marlborough
- 1936: Spy of Napoleon
- 1936: Dusty Ermine
- 1936: She Knew What She Wanted
- 1936: Broken Blossoms
- 1936: Man in the Mirror
- 1937: Die Lüge der Nina Petrowna (Le mensonge de Nina Petrovna)
- 1938: Lumières de Paris
- 1938: Fata Morgana der Liebe (La Maison du Maltais)
- 1938: Der Puritaner (Le puritain)
- 1938: Bestie Mensch (La bête humaine)
- 1938: Le drame de Shanghaï
- 1938: La Principessa Tarakanova
- 1939: Louise
- 1939: Monsieur Brotonneau
- 1939: Der Tag bricht an (Le Jour se lève)
- 1939: Le Corsaire
- 1940: Von Mayerling bis Sarajewo (De Mayerling à Sarajevo)
- 1947: Monsieur Verdoux – Der Frauenmörder von Paris (Monsieur Verdoux)
- 1947: Verrückter Mittwoch (The Sin of Harold Diddlebock)
- 1948: Song of My Heart
- 1962: Es geschah in Athen (It Happened in Athens)